# オドン川
オドン川（オドンがわ、Odon）は、フランス北西部、ノルマンディー地域圏のカルヴァドス県にある川である。全長47キロメートルで、オルヌ川の支流である。オドン川は、ジュルク、オネ＝シュル＝オドン、バロン＝シュル＝オドン、ブレトヴィル＝シュル＝オドン、エピネ＝シュル＝オドン、グランヴィル＝シュル＝オドン、パルフール＝シュル＝オドン、トゥルネ＝シュル＝オドン、トゥルヴィル＝シュル＝オドンを流れ、カーンでオルヌ川と合流している。